# Radika
Rijeka Radika (makedonski: Радика, albanski: Radikes) je rijeka koja izvire na planini Vraca (dio velike Šar-planine), na nadmorskoj visini od 2200 m., na jugozapadu Kosova, te zatim većim dijelom teče kroz zapadnu Makedoniju, do svog uvira u rijeku Crni Drim. Rijeka je ukupno duga 67 km.